# Forstamt und Landwirtschaftsbetrieb der Stadt Wien
Der Magistratsabteilung 49 – Forst- und Landwirtschaftsbetrieb (MA 49) obliegen Verwaltung und Bewirtschaftung der im Eigentum der Stadt Wien stehenden Forst- und Landwirtschaftsflächen. 41.500 Hektar Wald inklusive Almen und Felsen und 2.500 Hektar landwirtschaftliche Nutzflächen werden von der MA 49 verwaltet. Die Stadt Wien ist österreichweit nach der Republik die zweitgrößte Waldbesitzerin der öffentlichen Hand. Die Abteilung zählt zur Geschäftsgruppe Klima, Umwelt, Demokratie und Personal des Magistrats der Stadt Wien und hat ihren Sitz seit März 2013 in Wien 10., Triester Straße 114, zuvor in Wien 1., Volksgartenstraße 3.

## Verwaltungsgebiete

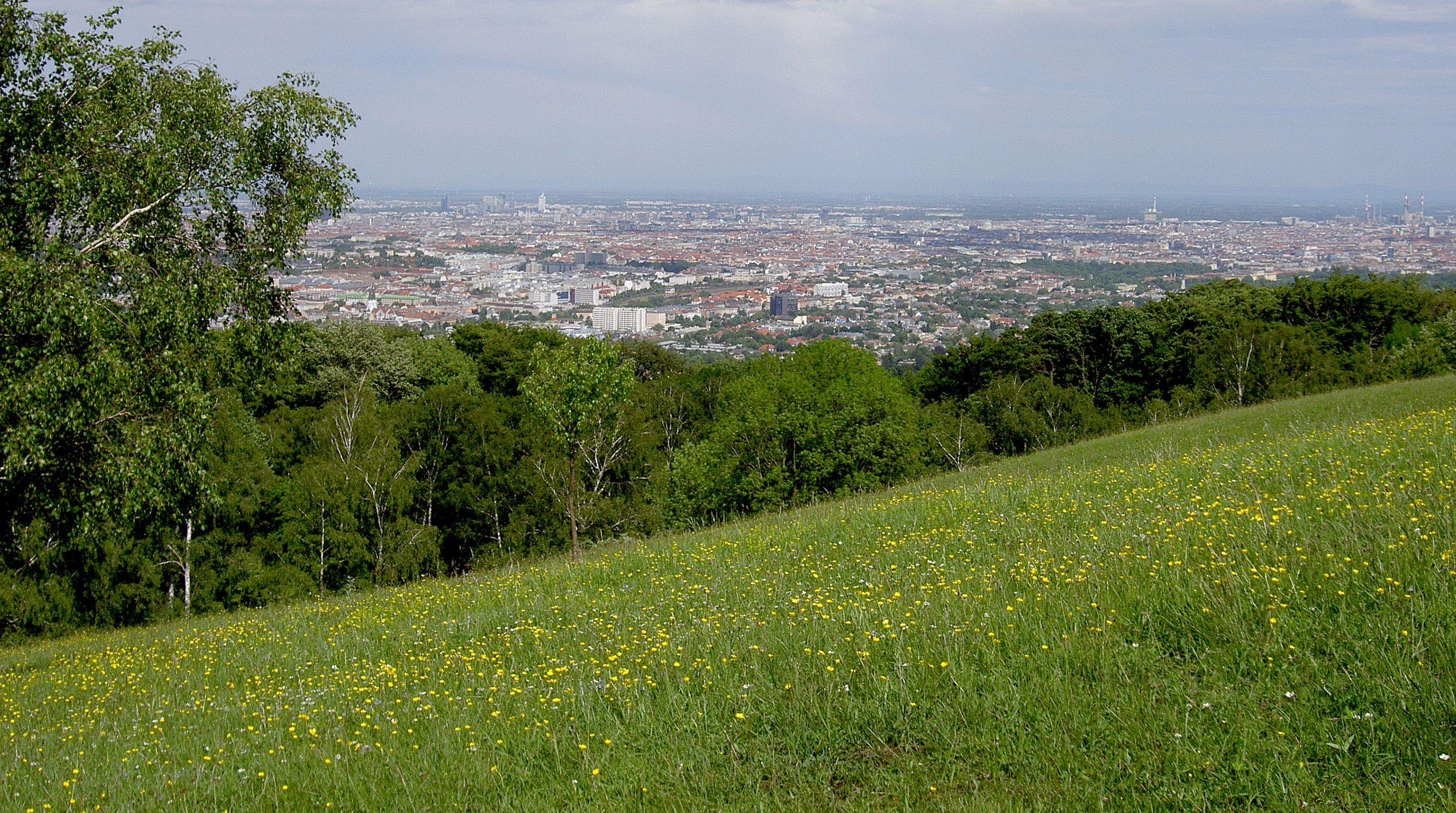
Blick von einer Wiese im Lainzer Tiergarten auf Wien

Rund vier Fünftel der Verwaltungsfläche des Forstamtes der Stadt Wien befinden sich in den Quellenschutzgebieten der Stadt in Niederösterreich und der Steiermark, ein Fünftel liegt innerhalb bzw. im Nahbereich der Bundeshauptstadt. Zu den Verwaltungsgebieten der MA 49 zählen neben den Quellenschutzwäldern im Rax-, Schneeberg- und Hochschwabgebiet, Teile des Biosphärenparks Wienerwald und des Nationalparks Donau-Auen sowie kleinere naturschutzfachlich wertvolle Flächen innerhalb der Stadt. Neben Waldflächen bewirtschaftet die MA 49 landwirtschaftliche Nutzflächen in Wien und Niederösterreich und das stadteigene Weingut Cobenzl mit Weingärten im 19. und 21. Wiener Gemeindebezirk.

## Stadtwald
Das Erhalten der stadtnahen Erholungswälder und das Gestalten von Erholungsgebieten und Grünverbindungen mit neuen Wäldern und Wiesen in den Stadterweiterungsgebieten sind zentrale Aufgaben der MA 49 (siehe auch Wiener Grüngürtel). Die Gebietsbetreuung umfasst unter anderem das Planen, Errichten und die Pflege von Wanderwegen, Spielplätzen, Lehrpfaden, Informationseinrichtungen, Aussichtswarten und Tiergehegen. Als Gremiumsmitglied in der Biosphärenpark Wienerwald GmbH und der Nationalparkgesellschaft Donau-Auen GmbH legt die MA 49 mit ihren Partnern überregionale Naturraummanagementziele fest. Der stadteigene Wald im Raum Wien wird von den Forstverwaltungen Lainz und Lobau betreut.

## Quellenschutzwald

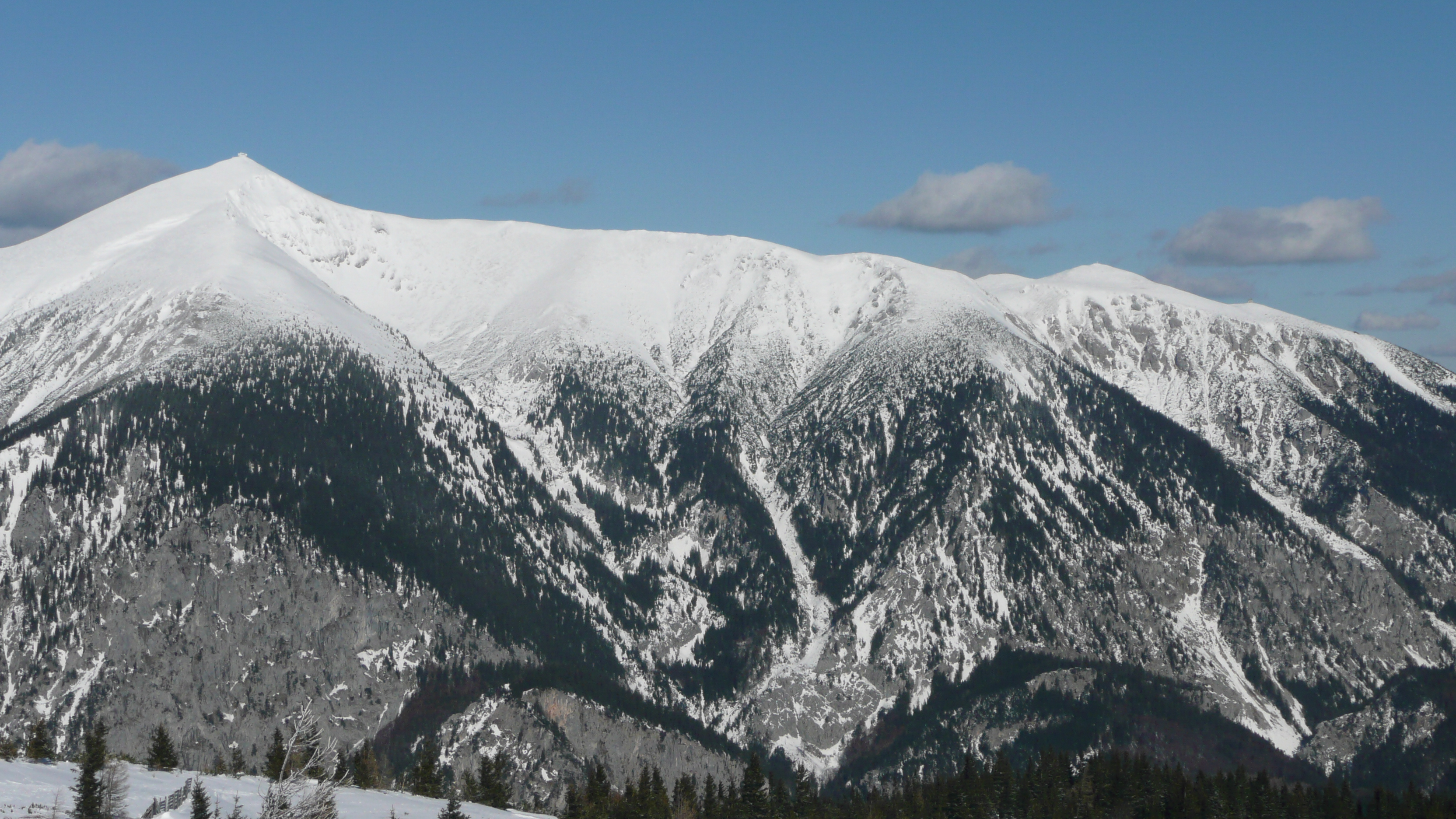
Quellenschutzgebiet der Stadt Wien: Blick auf den Schneeberg von der Raxalpe, Niederösterreich

## Umweltbildung

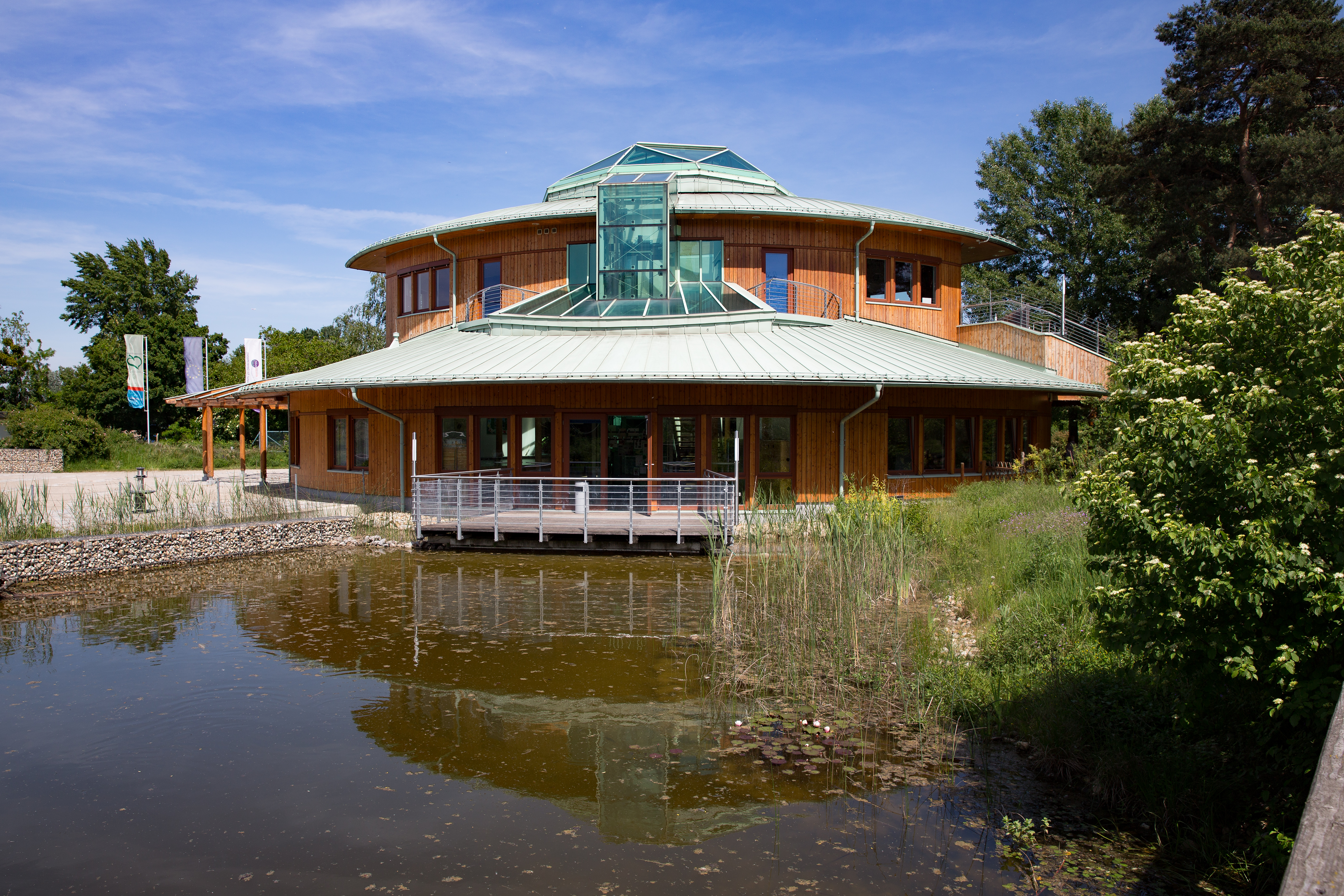
Nationalparkhaus Lobau

## Landwirtschaft

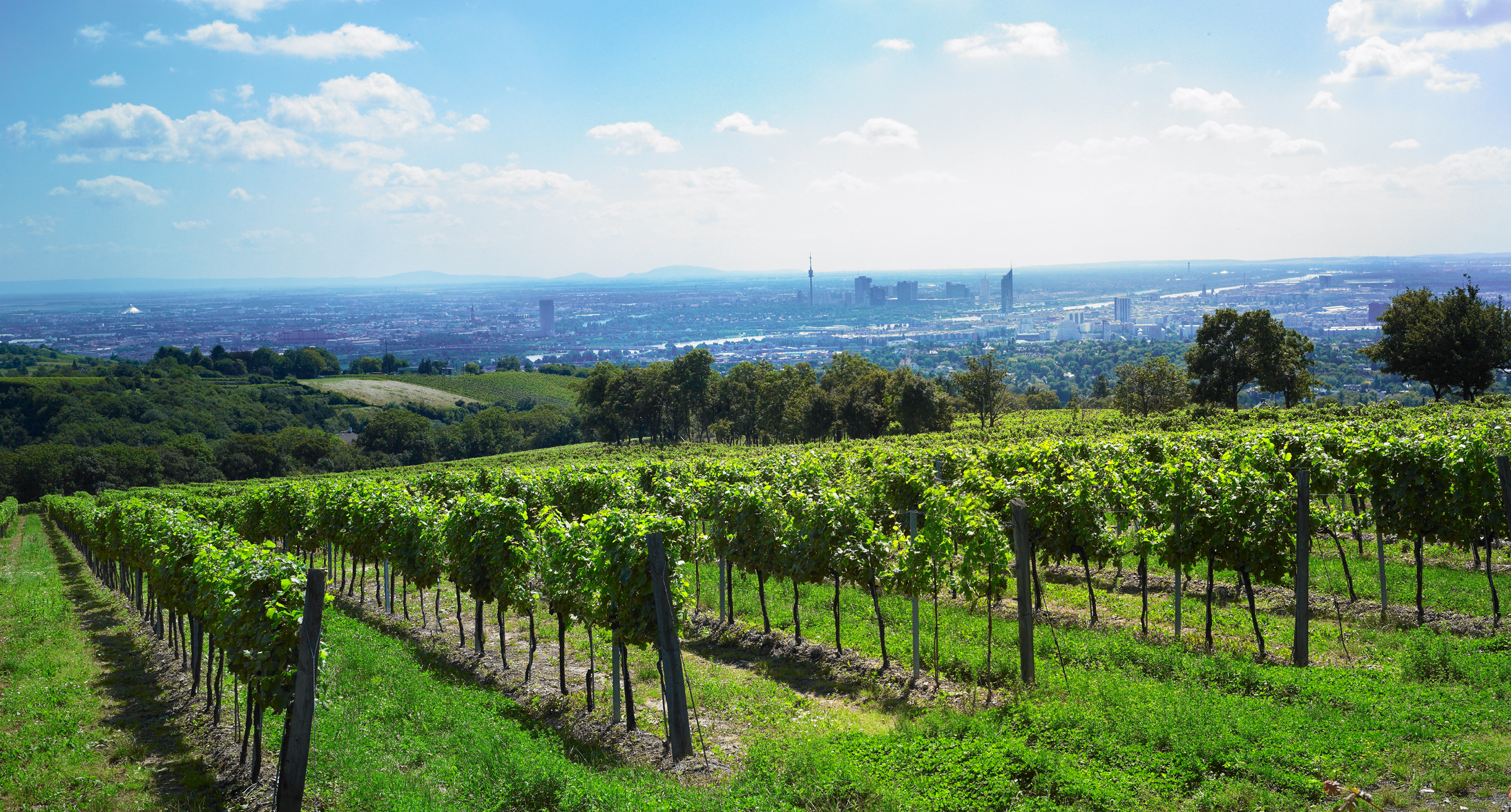
Weingärten im Westen von Wien